# Jean Luent
Jean Luent, né le 7 juin 1935 à Fabas (Haute-Garonne) et mort le 31 janvier 2021 à Saint-Gaudens en Haute-Garonne, est un joueur puis entraîneur de basket-ball français. Il a été international français, puis entraîneur de la sélection masculine, ayant auparavant été assistant de la sélection féminine.

## Biographie
En tant que joueur, il est international français, comptant six sélections entre le 16 novembre 1955 à Luxembourg contre la sélection du pays portant le mêle nom, et le 29 janvier 1961 à Bucarest contre la Roumanie. Son total de points est de 18 points, dont 13 contre les Pays-Bas en 1956.
Devenu entraîneur, il dirige le club de l'Élan béarnais, qu'il aide à atteindre la Nationale 1 en mars 1973 puis en 1975, en obtenant le titre de champion de France de Nationale 2 après une descente immédiate au terme de la première saison.
Après avoir été assistant de Pierre Dao, Il devient entraîneur de l'équipe de France de 1983 à 1985. Lors des Jeux olympiques de 1984 à Los Angeles, les Français terminent à une décevante onzième place avec une seule victoire face à l'Égypte, Luent se privant des frères Gregor et Eric Beugnot et de Richard Dacoury lors du match contre les États-Unis pour des raisons de discipline. Les problèmes avec certains joueurs étant persistants, il démissionne de son poste au cours du championnat d'Europe 1985.